# Otus longicornis
El autillo de Luzón (Otus longicornis) es una especie de ave estrigiforme de la familia Strigidae endémica de Luzón, Filipinas. No se reconocen subespecies. Vive en bosques montanos y bosques de coníferas a altitudes de 360 a 1800 m sobre el nivel del mar. La extensa deforestación en la isla son una amenaza potencial para esta especie, y por eso esta clasificada como «casi amenazada» en la lista roja de la UICN.